# Pape Matar Sarr
Pape Matar Sarr (ur. 14 września 2002 w Thiaroye) – senegalski piłkarz występujący na pozycji pomocnika w angielskim klubie Tottenham Hotspur F.C. oraz w reprezentacji Senegalu.

## Sukcesy

### Tottenham Hotspur
- Uczestnik Ligi Mistrzów: 2022/23

### Reprezentacja Senegalu
- Mistrz Afryki: 2021
- Uczestnik Mistrzostw Świata: 2022